# Староукраїнка
Староукраї́нка — село в Україні, у Гуляйпільській міській громаді Пологівського району Запорізької області. Населення становить 128 осіб. До 2016 орган місцевого самоврядування — Святопетрівська сільська рада.

## Географія
Село Староукраїнка знаходиться за 5 км від лівого берега річки Гайчул, на відстані 2 км від селища Залізничне. По селу протікає пересихаючий струмок з загатою. Поруч проходить залізниця, станція Гуляйполе за 2,5 км.

## Історія
- 1924 — дата заснування.
- 12 червня 2020 року, відповідно до розпорядження Кабінету Міністрів України № 713-р «Про визначення адміністративних центрів та затвердження територій територіальних громад Запорізької області», увійшло до складу Гуляйпільської міської громади[1].
- 19 липня 2020 року, у результаті адміністративно-територіальної реформи та ліквідації Гуляйпільського району, село увійшло до складу Пологівського району[2].

## Населення
Згідно з переписом УРСР 1989 року чисельність наявного населення села становила 134 особи, з яких 57 чоловіків та 77 жінок.
За переписом населення України 2001 року в селі мешкало 128 осіб.

### Мова
Розподіл населення за рідною мовою за даними перепису 2001 року:
| Мова       | Відсоток |
| ---------- | -------- |
| українська | 93,75 %  |
| російська  | 6,25 %   |